# مسرى بين الدارات المتكاملة

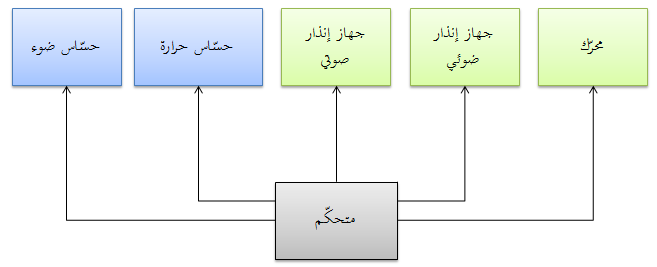
نظام الكتروني تقليدي قبل استخدام التقنية

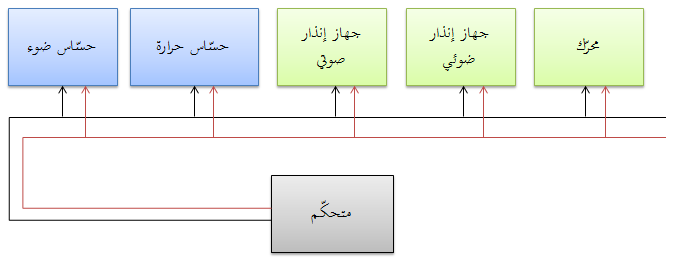
نظام الكتروني تقليدي بعد استخدام التقنية

ممر ناقل بين الدارات المتكاملة (بالإنجليزية: Inter-Integrated Circuits)‏ اختصاراً I²C وتقرأ آي تو سي، هي تقنية تسمح بتشغيل مجموعة من العناصر أو الأجهزة باستخدام أقل عدد ممكن من التوصيلات الإلكترونية وبنفس الكفاءة.
تسمح التقنية بتشغيل وتبادل البيانات مع جميع الأجهزة من خلال سلكين فقط أو بالأصح من خلال إشارتين كهربيتين. سلك لنقل البيانات serial data line وسلك التشغيل (عبارة عن ساعة) serial clock line. كل عنصر له شفرة أو رقم معرّف مسبقاً أثناء التصنيع (مثل الـ ip address للإنترنت أو الـ mac address لشبكات الوايرلس) ومن ثم يقوم المتحّكم بالتواصل مع كل جهاز بحسب شفرته الخاصة والتشغيل على حسب الساعة. جميع الأجهزة يتم توصيلها على التوالي، كما يمكن التعامل مع كل عنصر بشكل مستقل بالإضافة إلى إمكانية العمل على أكثر من عنصر في نفس الوقت والمعروف بالـ hot swapping.